# Echinopsis haematantha

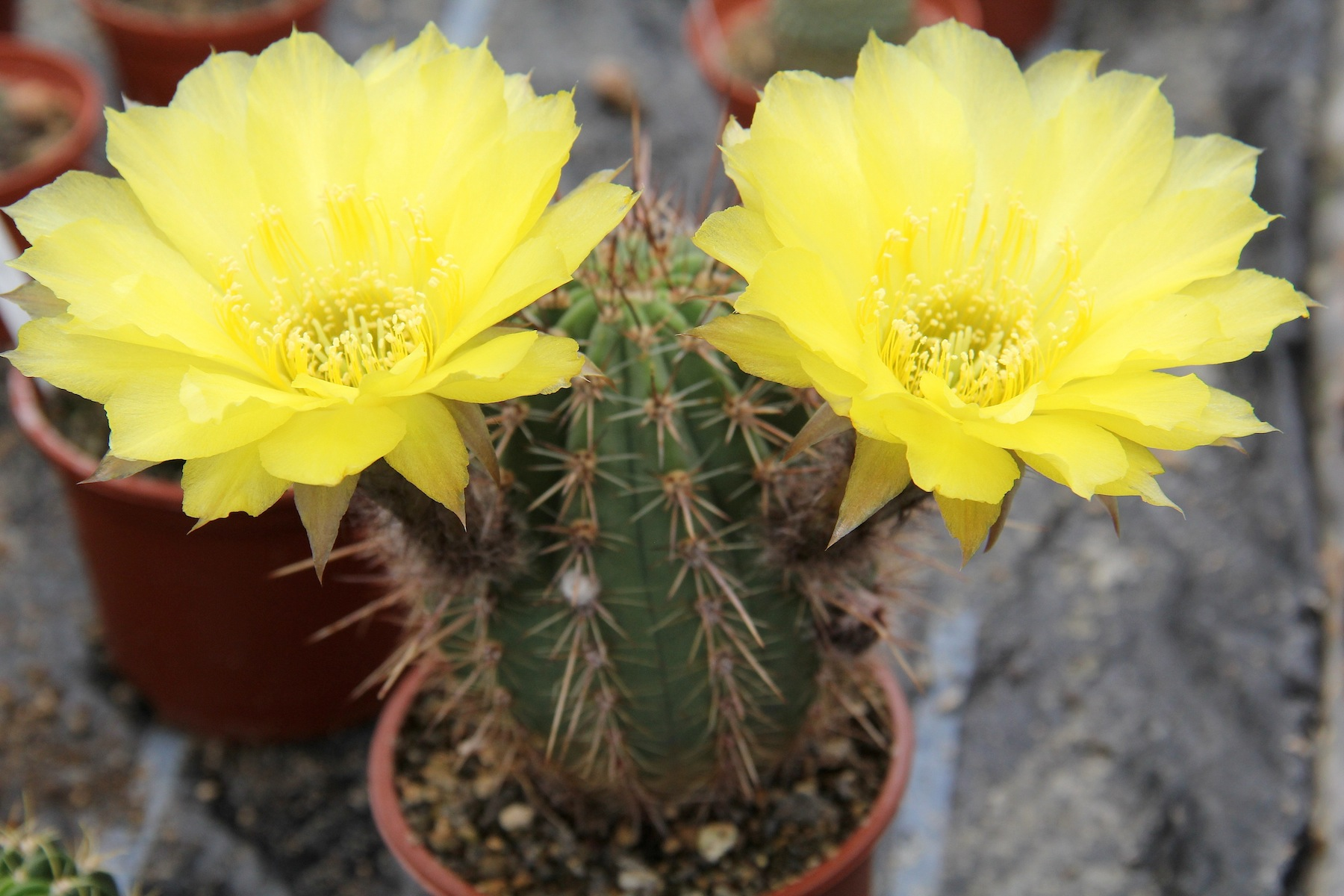
Echinopsis haematantha mit gelben Blüte

Echinopsis haematantha ist eine Pflanzenart aus der Gattung Echinopsis in der Familie der Kakteengewächse (Cactaceae). Das Artepitheton haematantha leitet sich von den griechischen Worten haima für ‚Blut‘ sowie anthos für ‚Blüte‘ ab und verweist auf die dunkelroten Blüten der Art.

## Beschreibung
Echinopsis haematantha wächst einzeln oder verzweigend, und bildet dann kleine Gruppen, mit einer großen karottenartigen Pfahlwurzel. Die abgeflacht kugelförmigen bis kurz zylindrischen, olivgrünen bis bräunlich grünen bis graugrünen Triebe erreichen bei Durchmessern von 5 bis 8 Zentimetern Wuchshöhen von bis zu 12 Zentimeter. Es sind zwölf bis 15 niedrige und schmale Rippen vorhanden, die spiralförmig angeordnet sind. Die auf ihnen befindlichen kreisrunden Areolen sind weiß. Aus ihnen entspringen gelbe bis dunkelbraune oder schwarze Dornen. Die ein bis vier ungleichen, kräftigen Mitteldornen sind häufig gehakt und bis zu 6 Zentimeter lang. Die zehn bis zwölf dünnen, nadeligen Randdornen sind ineinander verwoben. Sie weisen eine Länge von bis zu 1,2 Zentimetern auf.
Die kurz trichterförmigen, gelben bis orangefarbenen bis etwas purpurfarbene Blüten öffnen sich am Tag. Sie weisen einen Durchmesser von 3 bis 4 Zentimeter auf. Die kugelförmigen bis eiförmigen, grünen bis violettbraunen Früchte sind halbtrocken und reißen auf.

## Verbreitung, Systematik und Gefährdung
Echinopsis haematantha ist in den argentinischen Provinzen Salta, Tucumán und Catamarca in Höhenlagen von 2000 bis 3000 Metern verbreitet.
Die Erstbeschreibung als Echinocactus haematanthus durch Carlos Luis Spegazzini wurde 1905 veröffentlicht. David Richard Hunt stellte die Art 1991 in die Gattung Echinopsis. Ein weiteres nomenklatorisches Synonym ist Lobivia haematantha (Speg.) Britton & Rose (1922).
In der Roten Liste gefährdeter Arten der IUCN wird die Art als „Least Concern (LC)“, d. h. als nicht gefährdet geführt.

## Nachweise